# Ballabhgarh (stato)
Lo stato di Ballabhgarh fu uno stato principesco del subcontinente indiano, avente per capitale la città di Ballabhgarh.

## Storia

### Il fondatore: Gopal Singh
Gopal Singh, uno jat Tewatia, fu il fondatore dello stato principesco di Ballabgarh. Migrò da Alwalpur nel 1705 e si stabilì a Sihi (a 5 km da Ballabhgarh) dopo aver attaccato i bramini locali. Gopal Singh Tewatia, da Sihi iniziò a stabilire il suo potere sulle aree di Delhi, Khair e Mathura. Attaccò l'area dei rajput con l'aiuto dei locali. Divenne ancora più potente e ricco quando iniziò a razziare i viaggiatori moghul dell'area di Delhi-Agra durante il regno di Aurangzeb (m. 1707). Nel 1711, durante il regno del figlio di Aurangzeb, Bahadur Shah I, l'ufficiale moghul Murtaza Khan lo uccise.
Il successore di Gopal fu suo figlio Charan Das Tewatia, anche lui molto ambizioso. Quando Charan Das vide indebolirsi l'impero moghul, smise di pagare il tributo dovuto ai moghul e questi lo imprigionarono nel forte di Faridabad per un breve periodo nel 1714 durante il regno di Farrukhsiyar (r. 1713–1719). Suo figlio Balram Singh lo liberò pagando un riscatto.

### L'espansione: Balram Singh (Ballu Jat)
Il 30 giugno 1750, Safdar Jung, marciò contro Balram ma questi riuscì a fuggire con uno stratagemma e con l'aiuto dei maratha. Il re moghul Ahmad Shah Bahadur rimpiazzò Safdar Jung con Gaziuddin Khan ("Intizam-Ud-Daullahas" o "lmad-ul-Mulk", nella posizione di suo nuovo visir. Safdar Jung, supportato da Balram Jat e da Surajmal Jat, si rivoltò nuovamente al re moghul. Il figlio di Murtija Khan, Aqaibet Mahmud Khan, assieme a Balram si accordò per negoziare una tregua. Balram giunse con suo figlio e 250 uomini, ma il clima teso spinse Balram a porre mano alla propria spada e venne ucciso dagli uomini di Aquibat, assieme a suo figlio e a nove altri uomini della sua scorta. Il maharaja Suraj Mal Jat si vendicò catturando Palwal ai moghul il 27 settembre 1754. Nel novembre del 1755, i jats al comando di Suraj Mal ripresero Ballabgarh e Ghasira ai moghul. Suraj Mal nominò il figlio di Balram, Bishan Singh, al ruolo di Nazim, mentre Kishan Singh venne nominato kiledar, e tali rimasero sino al 1774.Template:Unreliable source
Dal 1757 al 1760, Ahmad Shah Abdali guerreggiò contro jats e maratha. Dopo la sconfitta dell'impero maratha nella terza battaglia di Panipat del 12 giugno 1761, Suraj Mal riprese il controllo di Ballabhgarh e costrinse i figli di Balram a recedere dai loro incarichi.
Il 20 aprile 1774, Ajit Singh e Hira Singh col titolo di "raja" vennero restaurati a Ballabhgarh in quanto discendenti di Balram dal re moghul. Nel 1775, Ajit Singh venne formalmente nominato raja di Ballabhgarh sotto l'autorità moghul. Nel 1793, Ajit Singh venne ucciso da suo fratello Zalim Singh, ed il figlio di Ajit, Bahadur Singh, divenne re. Sino al 1803 Ballabhgarh rimase sotto il controllo dei maratha.

### L'era del dominio britannico

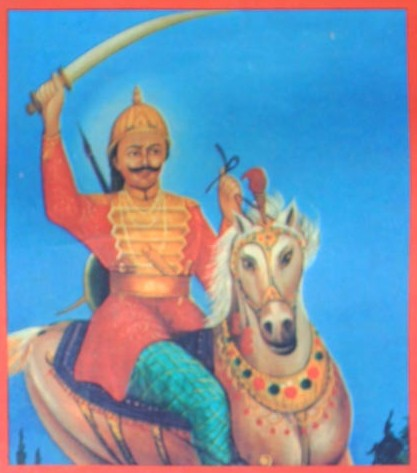
Il raja Nahar Singh, ultimo sovrano di Ballabhgarh

Nel 1803, a seguito del Trattato di Surji-Anjangaon, Haryana venne trasferita sotto la sovranità britannica. Gli inglesi confermarono Bahadur Singh come sovrano dello jagir di Ballabhgarh come stato cuscinetto tra i domini britannici e quelli dei sikh, e tale rimase sino alla rivolta indiana del 1857. Bahadur Singh venne ucciso nel 1806. Suo figlio Narain Singh divenne sovrano al suo posto ma anch'egli venne ucciso nel 1806. Il figlio di Narain, Anirudh Singh, divenne re e governò sino alla sua uccisione nel 1819. Suo figlio, Sahib Singh, salì al potere ancora bambino e governò sino al 1825 quando morì senza eredi. Lo zio paterno di Sahib ed il fratello di Narain Singh governarono sino al 1829.
Nel 1829 ascese al trono il raja Nahar Singh e si dimostrò un ottimo amministratore. Malgrado ciò, assieme al nawab Ahmed Ali Khan di Farrukhnagar e a diversi sovrani di principati vicini come quelli di Rewari e Jhajjar, prese parte alla rivolta indiana del 1857 contro gli inglesi. Il 10 settembre 1857, appena quattro giorni prima che l'esercito inglese attaccasse Delhi, Nahar Singh scrisse una lettera al governatore generale dell'India britannica, Lord Ellenborough (1842–1844), chiedendo la sua protezione. Secondo alcuni storici questo passo venne fatto per evitare una dura pena alla sua imminente sconfitta.

### Governanti
I sovrani di Ballabhgarh portavano il titolo di raja.

#### Raja
- Ch Gopal Tewatia (1705–1711)
- Ch Charan Das (1711–1714)
- Balram Tewatia (1714–1753)
- Bisan Tewatia (1753–1774)
- Ajit Tewatia (1774–1793)
- Bahadur Tewatia (1793–1806)
- Narain Tewatia (1806-1806)
- Anirudh Tewatia (1806–1819)
- Sahib Tewatia (1819–1825)
- Ram Tewatia (1825–1829)
- Nahar Singh (1829–1858)